# All-Star Game LNB 2002
Le All-Star Game LNB 2002 est la 17e édition du All-Star Game LNB. Il s’est déroulé le 28 décembre 2002 au Palais omnisports de Paris-Bercy de Paris. L’équipe des All-Stars étrangers a battu l’équipe des All-Stars Français 131-118. Dragan Lukovski est élu MVP de la rencontre. Mickaël Piétrus est le meilleur marqueur du match (26 points). Pour la première fois, les meilleurs basketteurs de Pro A se retrouvent sur le parquet du palais omnisports de Paris-Bercy. L’événement est désormais organisé par Nike. Il est diffusé sur Sport+.

## Joueurs

### All-Stars Français
| Position    | Joueur           | Équipe              |
| ----------- | ---------------- | ------------------- |
| Meneur      | Laurent Sciarra  | Paris Basket Racing |
| Arrière     | Mickaël Piétrus  | Pau-Orthez          |
| Ailier      | Yann Bonato      | ASVEL               |
| Ailier fort | Florent Piétrus  | Pau-Orthez          |
| Pivot       | Vincent Masingue | Nancy               |

| Position    | Joueur          | Équipe        |
| ----------- | --------------- | ------------- |
| Meneur      | Babacar Cisse   | Vichy         |
| Arrière     | Laurent Bernard | Dijon         |
| Arrière     | Makan Dioumassi | Hyères-Toulon |
| Ailier      | David Gautier   | Strasbourg    |
| Ailier fort | Jim Bilba       | Cholet        |
| Pivot       | Vasco Evtimov   | ASVEL         |
| Pivot       | Cyril Julian    | Pau-Orthez    |

- Entraîneurs : Yves Baratet (ASVEL) assisté de Ruddy Nelhomme (Poitiers)

### All-Stars Étrangers
| Position    | Joueur         | Équipe     |
| ----------- | -------------- | ---------- |
| Meneur      | Keith Jennings | Nancy      |
| Arrière     | Jermaine Guice | Le Havre   |
| Ailier      | Danny Strong   | Gravelines |
| Ailier fort | Rahshon Turner | Vichy      |
| Ailier fort | Rico Hill      | Le Mans    |

| Position    | Joueur          | Équipe     |
| ----------- | --------------- | ---------- |
| Meneur      | Keith Jennings  | Nancy      |
| Meneur      | Dragan Lukovski | Pau-Orthez |
| Arrière     | Scooter Barry   | Cholet     |
| Ailier      | Ricardo Greer   | Le Havre   |
| Ailier fort | K'Zell Wesson   | Cholet     |
| Pivot       | Robert Gulyas   | ASVEL      |
| Pivot       | Rod Sellers     | Pau-Orthez |

- Entraîneurs : Jean-Luc Monschau (Nancy) assisté de Michel Veyronnet (Rouen)

## All-Star Espoir
Les « Juniors 1983 et après » battent les « Rookies 1982 » 101-90. Il s'agit de la dernière édition du All-Star Espoir.

### Rookies 1982
- David Frappreau (Saint-Quentin)
- Romain Tillon (Roanne)
- Guillaume Szaszczak (Gravelines)
- Rochel Chery (Le Havre)
- Nicolas Gayon (Pau-Orthez)
- Mickaël Fournié (Bourg-en-Bresse)
- Gaëtan Müller (Roanne)
- Gilles Sylvain (Limoges)
- Hervé Touré (ASVEL)
- Jonathan Nadjimbaye (Châlons)

### Juniors 1983
- Pape-Philippe Amagou (Le Mans)
- Ludovic Chelle (Paris)
- Vincent Mouillard (Châlons)
- Arnaud Kerckhof (Gravelines)
- Julien Doreau (Le Havre)
- Nicolas Kaczmarow (Le Mans)
- Seydou Koné (Cholet)
- Alain Koffi (Le Mans)
- Ali Traoré (ASVEL)
- Tahirou Sani (Gravelines)

## Concours
Concours de tirs à 3 pts :
1. vainqueur : Benoît Georget
2. Jermaine Guice
3. DeRon Hayes
4. Laurent Legname
5. Harold Mrazek
6. Franck Mériguet

Concours de dunk :
1. vainqueur : Steve Lobel
2. Boris Diaw
3. Gilles Sylvain
4. Tony Stanley
5. Joachim Ekanga-Ehawa